# Boys (canção de Charli XCX)
"Boys" é uma canção gravada pela cantora inglesa Charli XCX, lançada em 26 de julho de 2017, pela Asylum Records e Atlantic Records UK. Musicalmente, é uma canção pop, que utiliza-se de um sample do jogo de videogame Super Mario Bros da Nintendo. "Boys" foi originalmente planejada para ser o segundo single de seu então terceiro álbum de estúdio, intitulado XCX World, mas devido ao vazamento do álbum, o lançamento de XCX World foi cancelado. A canção recebeu revisões positivas pelos críticos musicais e figurou em diversas listas de melhores canções de 2017. 
Uma versão cover de um dos compositores de "Boys", Ingrid Andress, está incluída na reedição da edição deluxe do álbum de estreia de Andress, Lady Like (2020), contendo um bandolim sendo utilizado para replicar o sample do jogo de videogame.

## Faixas e formatos
- Download digital[7]

1. "Boys" – 2:42

- Download digital[8]

1. "Boys" (Acoustic) – 2:55

- Download digital[9]

1. "Boys" (Coldabank Remix) – 3:56

- Download digital[10]

1. "Boys" (Droeloe Remix) – 3:36

- Download digital[11]

1. "Boys" (Nevada Remix) – 3:08

- Download digital — Remix EP[12]

1. "Boys" (Droeloe Remix) – 3:36
2. "Boys" (Nevada Remix) – 3:08
3. "Boys" (Acoustic) – 2:55
4. "Boys" (Coldabank Remix) – 3:56

## Recepção da crítica
"Boys" recebeu críticas positivas. O Pitchfork nomeou a canção como a "Melhor Faixa Nova" e, em uma crítica, a colaboradora Eve Barlow escreveu que "Boys" é "aparentemente simples e descomplicada" e "um lembrete de que [Charli XCX é] uma das melhores em saber como se divertir; seu pop alegre soa tão fácil quanto algo sonhado entre o almoço e o jantar". A faixa foi inserida em diversas listas de revistas referente as melhores canções do ano.

### Listas de fim de ano
| Publicação           | Ano  | Honra                                 | Classificação | Ref.   |
| -------------------- | ---- | ------------------------------------- | ------------- | ------ |
| Billboard            | 2017 | Melhores Canções de 2017              | 35            | [ 14 ] |
| Complex              | 2017 | As Melhores Canções de 2017           | 42            | [ 15 ] |
| Entertainment Weekly | 2017 | Melhores Canções de 2017              | 19            | [ 16 ] |
| Esquire              | 2017 | 50 Melhores Canções de 2017           | —             | [ 17 ] |
| The Fader            | 2017 | As 101 Melhores Canções de 2017       | 54            | [ 18 ] |
| The Guardian         | 2017 | As 100 Faixas Superiores de 2017      | 2             | [ 19 ] |
| The Line of Best Fit | 2017 | As Cinquenta Melhores Canções de 2017 | 2             | [ 20 ] |
| NME                  | 2017 | Melhores Canções do Ano de 2017       | 2             | [ 21 ] |
| Noisey               | 2017 | As 100 Melhores Canções de 2017       | 23            | [ 22 ] |
| Pitchfork            | 2017 | As 100 Melhores Canções de 2017       | 10            | [ 3 ]  |
| Pretty Much Amazing  | 2017 | As Melhores Canções de 2017           | 18            | [ 23 ] |
| Rolling Stone        | 2017 | 50 Melhores Canções de 2017           | 23            | [ 24 ] |

## Vídeo musical
O vídeo musical de "Boys" foi lançado em 26 de julho de 2017, o mesmo foi filmado em Londres e Los Angeles e começou a ser produzido no mês de abril. Sua direção ficou a cargo de Charli XCX, com direção adicional de Sarah McColgan. A produção apresenta uma infinidade de diferentes participações especiais de celebridades masculinas, pertencentes as indústrias da música, moda e de mídia social. Em entrevista à BBC Radio 1, Charli XCX disse que a intenção do vídeo musical era de "inverter na sua cabeça o conceito de olhar masculino".

### Lista de celebridades masculinas por ordem de aparição
| #     | Nome/Nomes                                                                          | Ocupação                                               |
| 1     | Joe Jonas                                                                           | Músico (Jonas Brothers, DNCE)                          |
| 2     | Josh Ostrovsky                                                                      | Celebridade do instagram                               |
| 3     | Max Hershenow                                                                       | Músico (MS MR)                                         |
| 4     | Charlie Puth                                                                        | Músico                                                 |
| 5     | Joey Bada$$                                                                         | Rapper                                                 |
| 6     | Oli Sykes                                                                           | Músico (Bring Me the Horizon)                          |
| 7     | Cameron Dallas                                                                      | Personalidade da internet                              |
| 8     | Sage the Gemini                                                                     | Rapper                                                 |
| 9–10  | Dave-1 & P-Thugg                                                                    | Músicos (Chromeo)                                      |
| 11    | Brendon Urie                                                                        | Músico (Panic! at the Disco)                           |
| 12    | Caspar Lee                                                                          | YouTuber                                               |
| 13    | G-Eazy                                                                              | Rapper                                                 |
| 14    | Stormzy                                                                             | Rapper                                                 |
| 15    | Denzel Curry                                                                        | Rapper                                                 |
| 16    | Aminé                                                                               | Rapper                                                 |
| 17–18 | Ezra Koenig & Mark Ronson                                                           | Músico (Vampire Weekend) & produtor                    |
| 19    | MNEK                                                                                | Cantor-compositor                                      |
| 20    | Rostam Batmanglij                                                                   | Músico (ex-Vampire Weekend)                            |
| 21    | Bastian Schweinsteiger                                                              | Jogador de futebol profissional                        |
| 22    | Dan Smith                                                                           | Músico (Bastille)                                      |
| 23–24 | Flume & A. G. Cook                                                                  | Músicos                                                |
| 25–26 | Wiz Khalifa & Ty Dolla $ign                                                         | Rappers                                                |
| 27    | Tinie Tempah                                                                        | Rapper                                                 |
| 28–30 | Swet Shop Boys (Riz MC, Redinho & Heems)                                            | Grupo de hip hop                                       |
| 31–33 | WSTRN (Akelle Charles, Haile & Louis Rei)                                           | Grupo de hip hop                                       |
| 34    | Takahiro Moriuchi                                                                   | Músico (ONE OK ROCK)                                   |
| 35    | Carl Barât                                                                          | Músico (The Libertines)                                |
| 36    | Barns Courtney                                                                      | Cantor-compositor                                      |
| 37    | Connor Franta                                                                       | YouTuber                                               |
| 38    | Shaun Ross                                                                          | Modelo                                                 |
| 39    | Fai Khadra                                                                          | Cantor                                                 |
| 40    | Mac DeMarco                                                                         | Cantor-compositor                                      |
| 41    | will.i.am                                                                           | Músico (Black Eyed Peas)                               |
| 42    | Tommy Cash                                                                          | Rapper                                                 |
| 43    | Jack Guinness                                                                       | Modelo                                                 |
| 44    | Diplo                                                                               | DJ & produtor                                          |
| 45    | Laurie Vincent                                                                      | Músico (Slaves)                                        |
| 46    | Jack Antonoff                                                                       | Músico (Bleachers)                                     |
| 47–48 | Tristan Evans & James McVey                                                         | Músicos (The Vamps)                                    |
| 49    | Tom Daley                                                                           | Diver                                                  |
| 50    | Frank Carter                                                                        | Músico (Frank Carter & The Rattlesnakes)               |
| 51    | The Cobrasnake (Mark Hunter)                                                        | Fotógrafo                                              |
| 52    | Fred Macpherson                                                                     | Músico (Spector)                                       |
| 53–57 | MiC LOWRY (Delleile Ankrah, Akia Jones, Kaine Ofoeme, Ben Sharples & Michael Welch) | Boy band vocal                                         |
| 58–59 | THEY. (Dante Jones & Drew Love)                                                     | Dupla de R&B                                           |
| 60    | Theo Hutchcraft                                                                     | Músico (Hurts)                                         |
| 61    | Buddy                                                                               | Rapper                                                 |
| 62    | John Gourley                                                                        | Músico (Portugal. The Man)                             |
| 63    | Shokichi                                                                            | Cantor (Exile & The Second)                            |
| 64    | Liam Fray                                                                           | Músico (The Courteeners)                               |
| 65    | Jay Park                                                                            | Cantor e dançarino (Art of Movement)                   |
| 66–67 | Prince Chenoa & Jacob Dekat                                                         | Fundadores, diretores criativos e fotógrafos da Galore |
| 68    | DRAM                                                                                | Rapper                                                 |
| 69    | Shamari Maurice                                                                     | Celebridade do instagram                               |
| 70    | Tom Grennan                                                                         | Cantor-compositor                                      |
| 71    | Jay Prince                                                                          | Cantor                                                 |
| 72    | Khalid                                                                              | Cantor                                                 |
| 73    | Poet                                                                                | Apresentador e rapper                                  |
| 74    | Vance Joy                                                                           | Cantor-compositor                                      |
| 75    | Kaytranada                                                                          | DJ & produtor                                          |

## Desempenho nas tabelas musicais

### Posições
| Tabela musical (2017)                           | Melhor posição |
| ----------------------------------------------- | -------------- |
| Austrália (ARIA)                                | 60             |
| Bélgica (Ultratip Bubbling Under de Flandres)   | 16             |
| Bélgica (Ultratip Bubbling Under da Valônia)    | 4              |
| Canadá (Canadian Hot 100)                       | 60             |
| República Checa (Rádio Top 100)                 | 41             |
| Escócia (Scottish Singles Chart)                | 26             |
| Eslováquia (Rádio Top 100)                      | 60             |
| Estados Unidos (Bubbling Under Hot 100 Singles) | 10             |
| Filipinas (Philippine Hot 100)                  | 41             |
| França (SNEP)                                   | 159            |
| Irlanda (IRMA)                                  | 55             |
| Nova Zelândia Heatseekers (RMNZ)                | 1              |
| Países Baixos (Single Tip)                      | 24             |
| Reino Unido (UK Singles Chart)                  | 31             |
| Suécia Heatseeker (Sverigetopplistan)           | 17             |

### Certificações
| País/Região    | Certificador | Certificação |
| -------------- | ------------ | ------------ |
| Estados Unidos | RIAA         | Ouro         |
| Reino Unido    | BPI          | Prata        |

## Créditos e pessoal
Créditos de elaboração de "Boys" retirados de Tidal:
- Charli XCX – vocais principais
- Jerker Hansson – composição, produção
- Cass Lowe – composição, produção
- Emily Warren – composição
- Ingrid Andress – composição
- Michael Pollack – composição
- Ari Leff – composição